# Radnice v Tišnově
Radnice v Tišnově je novorenesanční stavba na nám. Míru čp. 111 ve městě Tišnov na jihozápadní Moravě, postavená v letech 1905 až 1906 podle návrhu architekta Vladimíra Fischera. Budova je sídlem městské správy. V roce 1964 byla zapsána na státní seznam kulturních památek.

## Historie
Původní radnice byla na městském náměstí nejprve postavena ze dřeva, roku 1771 byla pak vystavěna kamenná stavba. Ta byla vybavena věží se zvonem, který byl užíván při vypuknutí požáru ve městě, v jejím sklepení bylo také vězení a mučírna.
Na začátku 20. století došlo v Tišnově k případu rozsáhlé zpronevěry, přičemž po dopadení a potrestání viníka byly městu vyplacen obnos několika desítek tisíc rakousko-uherských korun. Následně bylo rozhodnuto k jejich užití pro přestavbu staré radnice. Autorem návrhu stavby se stal v Brně působící architekt Vladimír Fischer, sgrafitovou výzdobu s náměty z historie města pak zhotovil malíř Jano Köhler. Sgrafita zachycují mj. darování privilegií abatyší ženského kláštera Porta coeli Barborou Konickou ze Švábenic roku 1554, masakr primátora města Jiříka Mydláře a jeho doprovodu na Štědrý den roku 1620 žoldáky vracejícími se z bitvy na Bílé hoře či portrét mistra Šimona z Tišnova, někdejšího rektora Univerzity Karlovy v Praze.
V letech 2002 až 2003 došlo k přístavbě západního křídla, které vzhledově navazuje na Fischerovu stavbu.